# Живов Анатолій Павлович
Живов Анатолій Павлович (нар. 8 березня 1925, с. Кузьмищево Таруського району Калузької області, нині РФ — пом. 12 квітня 1944, м. Тернопіль) — рядовий радянської армії. Герой Радянського Союзу (1944, посмертно). Почесний громадянин Тернополя.

## Життєпис
Працював у Москві, звідки пішов на фронт у травні 1943.
Відзначився у ході Проскурово-Чернівецької операції, а саме у вуличному бою в Тернополі телефоніст взводу зв'язку 827-го полку 302-ї стрілецької дивізії 60-ї армії загинув, закривши тілом амбразуру ворожого дзоту.
23 вересня 1944 Анатолію Живову посмертно присвоєно звання Героя Радянського Союзу.

## Пам'ять

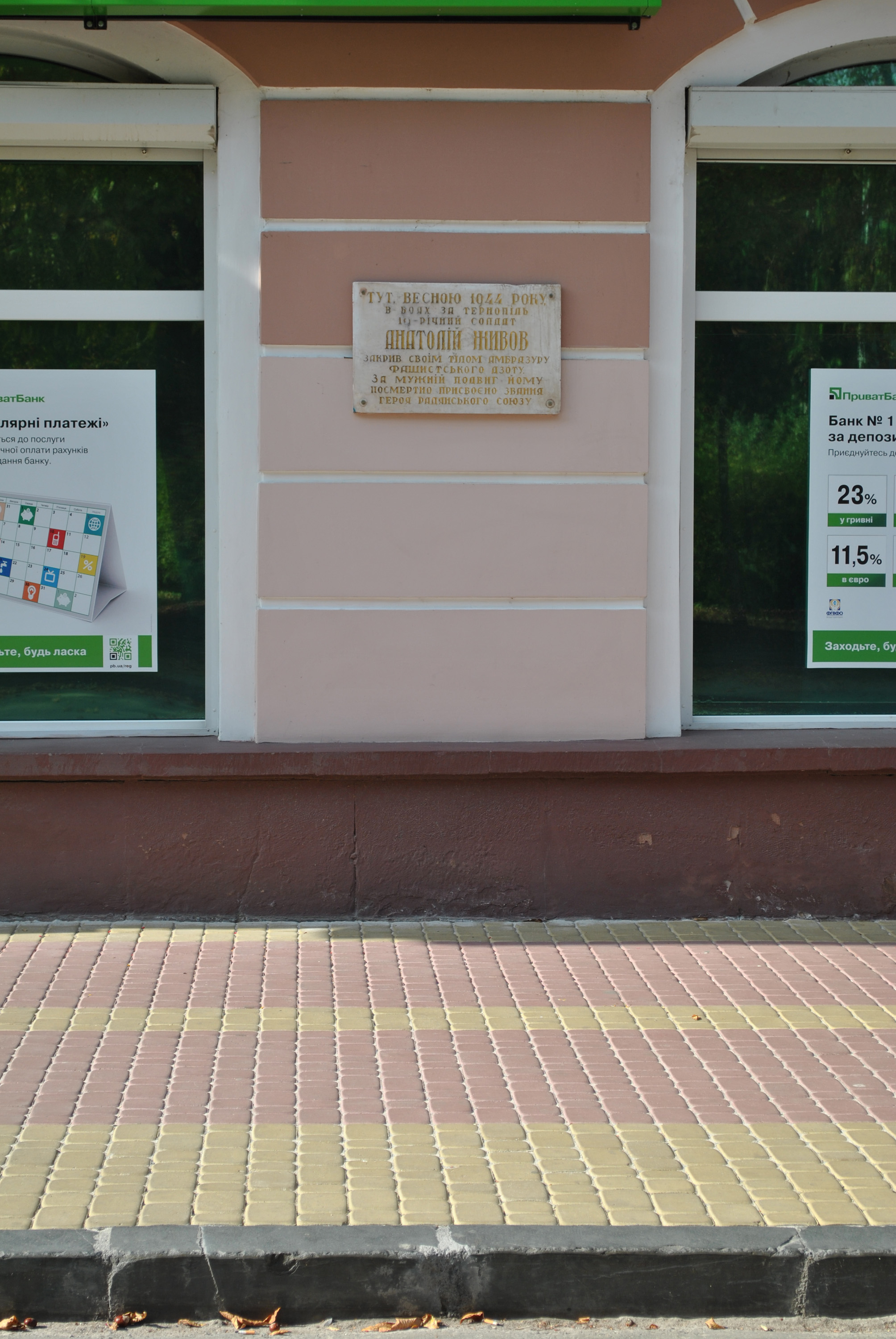
Меморіальна дошка А. Живову в Тернополі

У «Старому парку» Тернополя йому споруджено пам'ятник.
Одна з вулиць Тернополя до 11 липня 2022 року була названа його іменем, але після російського вторгнення вулиці повернуто історичну назву Торговиця.
На стіні будинку № 2 по вулиці Гетьмана Сагайдачного з боку бульвару Тараса Шевченка була встановлена меморіальна дошка, однак у липні 2022 її демонтовано. Напис на дошці:

Тут, весною 1944 року,

в боях за Тернопіль

19-річний солдат

АНАТОЛІЙ ЖИВОВ

закрив своїм тілом амбразуру

фашистського дзоту.

За мужній подвиг йому

посмертно присвоєно звання

Героя Радянського Союзу

Про Живова знято документальний фільм «Хлопець з „Трьохгірки“».